# Визначення кордонів Албанії

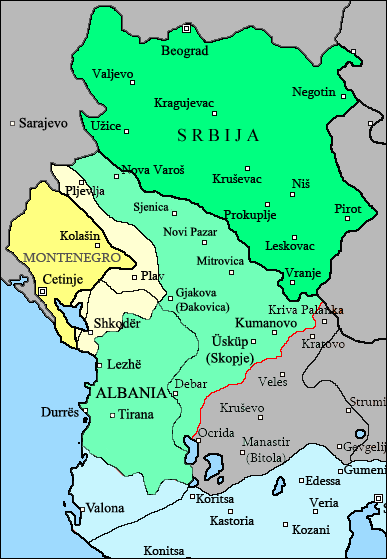
Розподіл Османської Албанії під час Першої Балканської війни

Карта можливої албанської держави, запропонованої владою князівства Албанії, і карта територій, які пропонувалися Балканською Лігою за підтримки Франції та Росії

Кордони Албанії, в албанській історіографії Розподіл Албанії (алб. Copëtimi i Shqipërisë) — позначення визначення меж території майбутньої албанської держави після того, як албанські делегати, присутні у Вльорі, проголосили незалежність країни 28 листопада 1912 року . Кордони Албанії на півдні і півночі були визначені переважно двома битвами Першої Балканської війни : битвою при Бізані та облогою Шкодера, в яких із одного боку билися грецькі і чорногорські війська, з іншого — османці (значну частину військ Османської імперії в тих боях становили албанці) . Також на визначення меж вплинули кілька міжнародних зустрічей за участю Великих держав.
Лондонська мирна конференція 29 липня 1913 року позначила межі Албанії, які були узгоджені шістьма державами — Великою Британією, Францією, Австро-Угорщиною, Росією, Німеччиною та Італією. Однак, представники албанського національного руху розцінили рішення конференції як поділ країни, оскільки частина албанців опинилися поза Албанією, на території, яку вони планували включити до складу вілайєта Албанія . Албанію планували розділити під час Першої світової війни або після її завершення, проте ці плани не були реалізовані, і Албанія зберегла свій суверенітет . Спроби розділити її продовжилися під час Другої світової війни і в повоєнні роки .

## Розвиток подій

### Передісторія
Остання російсько-турецька війна закінчилася втратою турками великих територій на Балканах: під контролем залишилися тільки західні Балкани та Македонія. Албанія була підкорена османами в 1479 році, коли впав Шкодер . На тих землях, які збиралися об'єднати албанці, проживали багато болгар, греків, сербів, турків і арумин . Офіційно Самі Фрашері заявляв про те, що більшість албанців проживали в османських вілаєтах Косово, Скутарі, Манастир і Яніна .
3 березня 1878 року, згідно мирного договору в Сан-Стефано, частина земель, де проживали албанці, була розділена між Сербією, Чорногорією та Болгарією. Однак, проти договору виступили Австро-Угорщина та Велика Британія, побоюючись посилення Росії. Берлінський конгрес завершився переглядом умов: міста Бар і Подгориця, а також території навколо гірських сіл Гусинє і Плав перейшли до Чорногорії. Албанці обурилися цим рішенням, заявивши, що це була споконвічно албанська територія . У лютому 1879 року Великі держави наполягли на передачі Османською імперією міст Плава, Подгориця, Гуція й Ульцинь Чорногорії, а також зажадали від турків виведення їхніх військ.

### Берлінський конгрес
Албанці розцінювали рішення Берлінського конгресу як розподіл албанських територій, що входили в вілайят Албанія. Конгрес віддав чорногорцям міста Бар і Подгориця, а також території навколо гірських сіл Гусинє і Плав. Незабаром албанці створили Прізренську лігу, щоб якось компенсувати втрату територій, де жили їхні земляки, і організували збройний опір в Гусиньє і Плав'є. За словами старійшин, турецько-чорногорська межа в цей час «потонула в крові». Конгрес передав Ульцинь Чорногорії, і незабаром Прізренська ліга пішла з Ульциня, оскільки ще й була розбита турецькою армією Дервіш-паші .

### Балканські війни

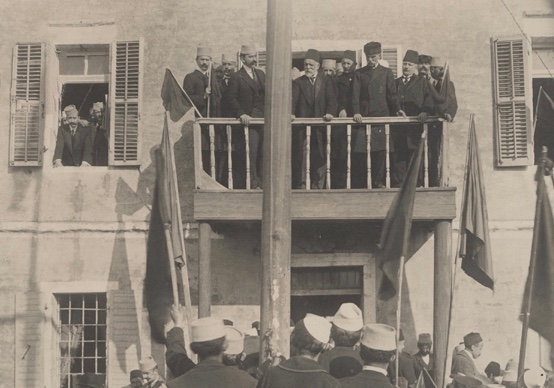
Декларація незалежності Албанії, Вльора, 1912 рік

8 жовтня 1912 року в вілаєт Шкодер вступили чорногорські війська. Потім, за прикладом чорногорців, Сербія, Болгарія і Греція почали Першу Балканську війну проти Османської імперії. Війська Сербії, Греції та Чорногорії швидко зайняли території, що населені частково албанцями, придушивши опір османів і албанців: стверджується, що в 1913 році ними було вбито до 25 тисяч албанців . Албанські делегати зрозуміли, що їх батьківщину збираються розділити, і зібралися у Вльорі, де 28 листопада 1912 року оголосили про незалежність Албанії .
3 грудня 1912 року в Лондоні зібралися посли шести великих держав — Великої Британії, Франції, Німеччини, Австро-Угорщини, Росії та Італії. Вони вирішили обговорити долю албанських земель. 29 липня 1913 року посли прийняли остаточне рішення: визнати незалежність Князівства Албанія, але скоротити територію більш ніж у два рази від тієї, на яку албанці претендували. Близько 30-40 % албанців повинні були залишитися жити на землях Сербії, Чорногорії та Греції . Незважаючи на такі втрати, Албанія отримувала незалежність і не зобов'язувалася платити ніякої данини Османській імперії .

### Делімітація кордону
В Албанію вирушили комісії, які займалися визначенням меж нової держави на основі даних про населення і рішення Лондонського конгресу. Однак, комісія виявилася не в змозі визначити кордон півдня Албанії, оскільки існували протиріччя географічного, економічного та стратегічного характеру. Значну частину спірної території залишили Албанії, що викликало обурення місцевих греків і призвело до повстання. Конфлікт вдалося згладити тільки після підписання протоколу Корфу .

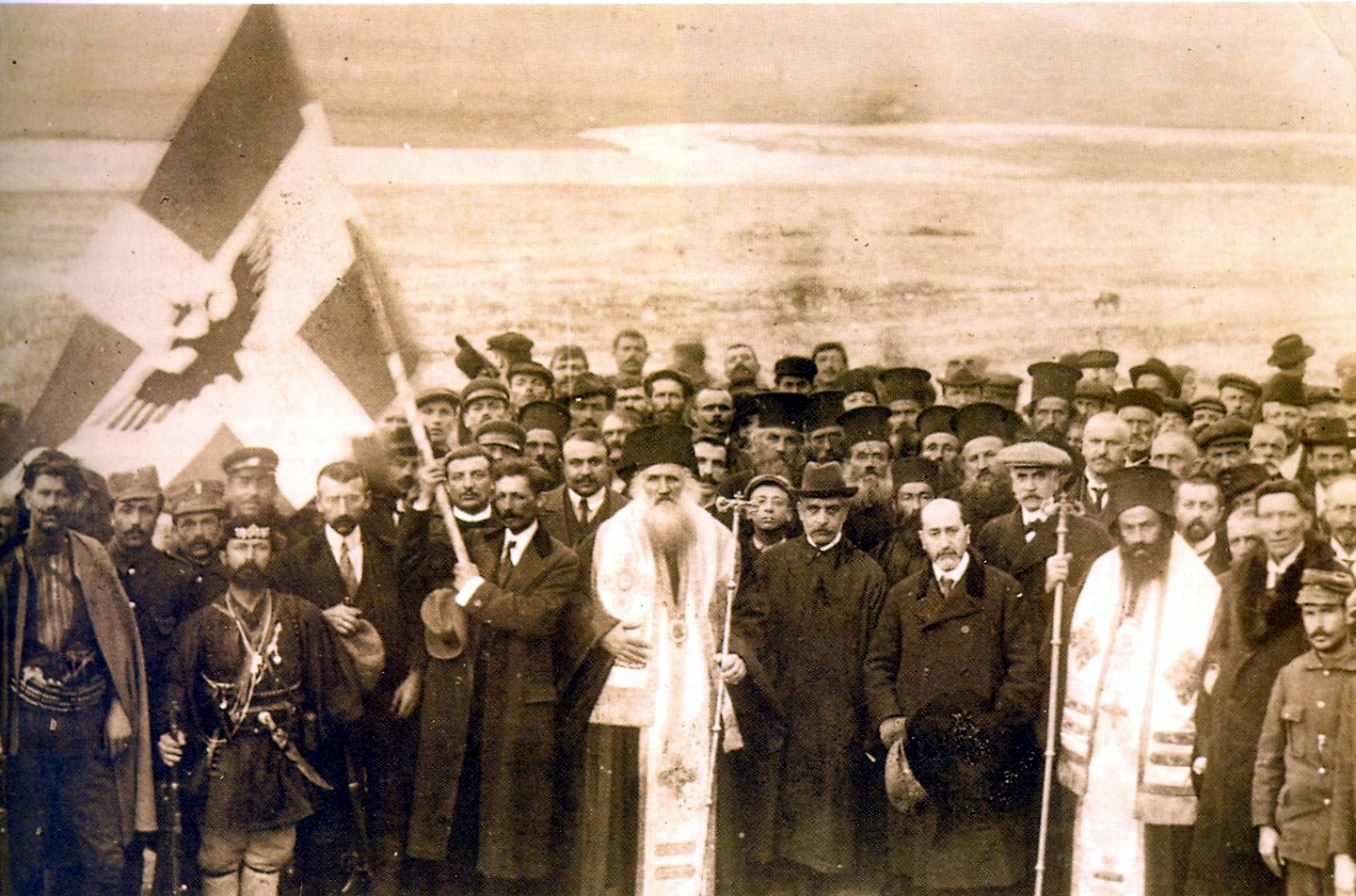
Декларація незалежності Північного Епіру

## Наслідки
Спроби розділити Албанію тривали і надалі: в 1915 році секретна угода, підписана в Лондоні, передбачала розподіл країнами Антанти території Албанії . На підставі цієї угоди вже 20 липня 1919 року Італія і Греція уклали нову угоду про майбутній розподіл Албанії : Греція отримувала Північний Епір (південь Албанії) в обмін на визнання центру Албанії італійським . За півроку до Другої світової війни Албанія була окупована Італією, і до початку Квітневої війни Югославія і Італія вели перемовини про поділ країни . У 1944 році, після поразки націоналістів з " Бали Комбетар " і втечі німецьких військ з Албанії, вже Сенат США запропонував віддати Північний Епір Греції . Албанія зберегла і до цього дня свій суверенітет, але не змогла приєднати землі, які населені етнічними албанцями : наприклад, Косово, в якому все ж скоротилася до початку Другої світової війни чисельність етнічного албанського населення як мінімум на 100 тисяч осіб у зв'язку з еміграцією .